# Liste des monuments historiques de la Loire
Cet article recense les monuments historiques de la Loire, en France.

## Statistiques
Au 21 juillet 2025, la Loire compte 353 édifices comportant au moins une protection au titre des monuments historiques, dont 89 sont classés et 280 sont inscrits. Le total des monuments classés et inscrits est supérieur au nombre total de monuments protégés car plusieurs d'entre eux sont à la fois classés et inscrits.
- Haut – A
- B
- C
- D
- E
- F
- G
- H
- I
- J
- K
- L
- M
- N
- O
- P
- Q
- R
- S
- T
- U
- V
- W
- X
- Y
- Z

## Liste
Du fait du nombre important de protections dans certaines communes, elles font l'objet de listes séparées : voir liste des monuments historiques de Montbrison, de Saint-Bonnet-le-Château et de Saint-Étienne.
| Monument                                                              | Commune                                             | Adresse                                                                         | Coordonnées                                                     | Notice                                                          | Protection                                                      | Date                                                            | Illustration                                                          |
| --------------------------------------------------------------------- | --------------------------------------------------- | ------------------------------------------------------------------------------- | --------------------------------------------------------------- | --------------------------------------------------------------- | --------------------------------------------------------------- | --------------------------------------------------------------- | --------------------------------------------------------------------- |
| Église Saint-Martin d'Ambierle                                        | Ambierle                                            | Rue de l'Église Rue de la Mairie                                                | 46° 06′ 16″ nord, 3° 53′ 44″ est                                | « PA00117423 »                                                  | Classé Inscrit                                                  | 1840 2011 2010                                                  | Église Saint-Martin d'Ambierle                                        |
| Croix d'Apinac                                                        | Apinac                                              | Rue du Château                                                                  | 45° 22′ 49″ nord, 3° 59′ 42″ est                                | « PA00117424 »                                                  | Inscrit                                                         | 1949                                                            | Image manquante Téléverser                                            |
| Château de Beauvoir                                                   | Arthun                                              | Beauvoir                                                                        | 45° 46′ 09″ nord, 4° 02′ 01″ est                                | « PA00117683 »                                                  | Inscrit                                                         | 1990 2007                                                       | Château de Beauvoir                                                   |
| Église Saint-Jean de Bard                                             | Bard                                                |                                                                                 | 45° 35′ 13″ nord, 4° 00′ 37″ est                                | « PA00117694 »                                                  | Inscrit                                                         | 1991                                                            | Image manquante Téléverser                                            |
| Château de Bellegarde-en-Forez                                        | Bellegarde-en-Forez                                 | Chemin du Vieux Château                                                         | 45° 38′ 46″ nord, 4° 18′ 10″ est                                | « PA00117425 »                                                  | Inscrit                                                         | 1987                                                            | Château de Bellegarde-en-Forez                                        |
| Maison de Javogues                                                    | Bellegarde-en-Forez                                 | 54 rue des Écoles                                                               | 45° 38′ 55″ nord, 4° 17′ 57″ est                                | « PA00117426 »                                                  | Inscrit                                                         | 1947                                                            | Image manquante Téléverser                                            |
| Abbaye de la Bénisson-Dieu                                            | La Bénisson-Dieu                                    |                                                                                 | 46° 09′ 04″ nord, 4° 02′ 43″ est                                | « PA00117427 »                                                  | Classé                                                          | 1840                                                            | Abbaye de la Bénisson-Dieu                                            |
| Château de Chabert                                                    | Boën-sur-Lignon                                     | Rue de Clermont                                                                 | 45° 44′ 48″ nord, 4° 00′ 10″ est                                | « PA00117428 »                                                  | Classé Inscrit                                                  | 1943 1989                                                       | Château de Chabert                                                    |
| Chapelle Notre-Dame de Bonson                                         | Bonson                                              | La Chapelle                                                                     | 45° 31′ 11″ nord, 4° 14′ 28″ est                                | « PA00117429 »                                                  | Inscrit                                                         | 1987                                                            | Chapelle Notre-Dame de Bonson                                         |
| Église Saint-André de Bourg-Argental                                  | Bourg-Argental                                      |                                                                                 | 45° 17′ 47″ nord, 4° 33′ 35″ est                                | « PA00117430 »                                                  | Classé                                                          | 1840                                                            | Église Saint-André de Bourg-Argental                                  |
| Église Saint-Irénée de Briennon                                       | Briennon                                            | Avenue de Verdun                                                                | 46° 08′ 54″ nord, 4° 05′ 16″ est                                | « PA00117431 »                                                  | Inscrit                                                         | 1978                                                            | Église Saint-Irénée de Briennon                                       |
| Auditorium de Cervières                                               | Cervières                                           |                                                                                 | 45° 50′ 52″ nord, 3° 46′ 21″ est                                | « PA00117432 »                                                  | Inscrit                                                         | 1949                                                            | Auditorium de Cervières                                               |
| Aqueduc romain du Gier                                                | Chagnon                                             | Cruziot Paleton Ralandière                                                      | 45° 32′ 13″ nord, 4° 33′ 06″ est                                | « PA00117433 »                                                  | Classé                                                          | 1962                                                            | Aqueduc romain du Gier                                                |
| Pont sur la Durèze                                                    | Chagnon                                             |                                                                                 | 45° 32′ 09″ nord, 4° 33′ 09″ est                                | « PA00117434 »                                                  | Inscrit                                                         | 1949                                                            | Pont sur la Durèze                                                    |
| Château de Chalain                                                    | Chalain-d'Uzore                                     |                                                                                 | 45° 40′ 22″ nord, 4° 04′ 21″ est                                | « PA00117435 »                                                  | Classé Inscrit                                                  | 1980 2015                                                       | Image manquante Téléverser                                            |
| Église Saint-Didier de Chalain-d'Uzore                                | Chalain-d'Uzore                                     |                                                                                 | 45° 40′ 21″ nord, 4° 04′ 20″ est                                | « PA00117436 »                                                  | Inscrit                                                         | 1964                                                            | Image manquante Téléverser                                            |
| Château de Chalmazel                                                  | Chalmazel-Jeansagnière                              |                                                                                 | 45° 42′ 09″ nord, 3° 51′ 04″ est                                | « PA00117437 »                                                  | Inscrit                                                         | 1949 2000                                                       | Château de Chalmazel                                                  |
| Église Saint-Jean-Baptiste de Chalmazel-Jeansagnière                  | Chalmazel-Jeansagnière                              | Église (place de)                                                               | 45° 42′ 14″ nord, 3° 51′ 03″ est                                | « PA42000053 »                                                  | Inscrit                                                         | 2021                                                            | Image manquante Téléverser                                            |
| Château de Vassalieux pigeonnier                                      | Chambles                                            | Vassalieux                                                                      | 45° 27′ 16″ nord, 4° 12′ 26″ est                                | « PA00117438 »                                                  | Inscrit                                                         | 1981                                                            | Image manquante Téléverser                                            |
| Collège des Oratoriens de Notre-Dame-des-Grâces                       | Chambles                                            | Notre-Dame-des-Grâces                                                           | 45° 27′ 25″ nord, 4° 13′ 02″ est                                | « PA00117439 »                                                  | Inscrit                                                         | 1984                                                            | Image manquante Téléverser                                            |
| Prieuré du Châtelet chapelle                                          | Chambles                                            |                                                                                 | 45° 26′ 32″ nord, 4° 15′ 18″ est                                | « PA00117440 »                                                  | Inscrit                                                         | 1945                                                            | Prieuré du Châteletchapelle                                           |
| Tour de Chambles                                                      | Chambles                                            | Chemin de la Tour                                                               | 45° 26′ 29″ nord, 4° 14′ 27″ est                                | « PA00117441 »                                                  | Inscrit                                                         | 1949                                                            | Tour de Chambles                                                      |
| Abbatiale de Jourcey                                                  | Chambœuf                                            | Jourcey                                                                         | 45° 34′ 48″ nord, 4° 17′ 18″ est                                | « PA00117442 »                                                  | Inscrit                                                         | 1950                                                            | Abbatiale de Jourcey                                                  |
| Château de Feugerolles                                                | Le Chambon-Feugerolles                              |                                                                                 | 45° 23′ 05″ nord, 4° 20′ 24″ est                                | « PA00117443 »                                                  | Inscrit                                                         | 2012                                                            | Château de Feugerolles                                                |
| Château de Vaugirard                                                  | Champdieu                                           | Vaugirard                                                                       | 45° 38′ 21″ nord, 4° 04′ 23″ est                                | « PA00117444 »                                                  | Classé                                                          | 1970                                                            | Château de Vaugirard                                                  |
| Enceinte de Champdieu Porte Nord et tour contiguë                     | Champdieu                                           | Rue Bégonnet Biron                                                              | 45° 38′ 42″ nord, 4° 02′ 43″ est                                | « PA00117445 »                                                  | Classé                                                          | 1914                                                            | Enceinte de ChampdieuPorte Nord et tour contiguë                      |
| Prieuré de Champdieu                                                  | Champdieu                                           | Place de l'Église                                                               | 45° 38′ 40″ nord, 4° 02′ 44″ est                                | « PA00117446 »                                                  | Classé                                                          | 1886 1914                                                       | Prieuré de Champdieu                                                  |
| Château de La Chapelle-Villars                                        | La Chapelle-Villars                                 |                                                                                 | 45° 28′ 23″ nord, 4° 42′ 45″ est                                | « PA00117447 »                                                  | Inscrit                                                         | 1978                                                            | Château de La Chapelle-Villars                                        |
| Abbaye de Charlieu                                                    | Charlieu                                            |                                                                                 | 46° 09′ 28″ nord, 4° 10′ 07″ est                                | « PA00117448 »                                                  | Classé                                                          | 1846 1862 1885 1889 1928 2004                                   | Abbaye de Charlieu                                                    |
| Château de Gatellier                                                  | Charlieu (également sur Saint-Denis-de-Cabanne)     | Les Gateliers                                                                   | 46° 10′ 12″ nord, 4° 12′ 02″ est                                | « PA00117449 »                                                  | Classé                                                          | 1990                                                            | Image manquante Téléverser                                            |
| Couvent des Cordeliers de Charlieu                                    | Charlieu (également sur Saint-Nizier-sous-Charlieu) | Chemin des Cordeliers                                                           | 46° 09′ 31″ nord, 4° 09′ 40″ est                                | « PA00117450 »                                                  | Inscrit                                                         | 1981                                                            | Couvent des Cordeliers de Charlieu                                    |
| Église Saint-Philibert de Charlieu                                    | Charlieu                                            | Rue de l'Église                                                                 | 46° 09′ 30″ nord, 4° 10′ 16″ est                                | « PA00117451 »                                                  | Inscrit                                                         | 1930                                                            | Église Saint-Philibert de Charlieu                                    |
| Hôtel d'Armagnac                                                      | Charlieu                                            | 9 rue Charles de Gaulle                                                         | 46° 09′ 32″ nord, 4° 10′ 19″ est                                | « PA00117453 »                                                  | Classé                                                          | 1889                                                            | Hôtel d'Armagnac                                                      |
| Hôtel-Dieu de Charlieu                                                | Charlieu                                            | Rue Jean-Morel Rue de l'Hôpital Rue du Docteur-Vitaut                           | 46° 09′ 36″ nord, 4° 10′ 16″ est                                | « PA00117452 »                                                  | Inscrit                                                         | 1985                                                            | Hôtel-Dieu de Charlieu                                                |
| Maison                                                                | Charlieu                                            | 1 rue Jean Morel                                                                | 46° 09′ 30″ nord, 4° 10′ 12″ est                                | « PA00117457 »                                                  | Classé                                                          | 1889                                                            | Maison                                                                |
| Maison porte sur cour                                                 | Charlieu                                            | 12 rue Charles de Gaulle                                                        | 46° 09′ 31″ nord, 4° 10′ 20″ est                                | « PA00117454 »                                                  | Inscrit                                                         | 1928                                                            | Maisonporte sur cour                                                  |
| Ancien grenier à sel                                                  | Charlieu                                            | 22 rue André Farinat                                                            | 46° 09′ 33″ nord, 4° 10′ 24″ est                                | « PA00117455 »                                                  | Classé                                                          | 1889                                                            | Ancien grenier à sel                                                  |
| Maison                                                                | Charlieu                                            | 29 rue André Farinat                                                            | 46° 09′ 33″ nord, 4° 10′ 22″ est                                | « PA00117456 »                                                  | Classé                                                          | 1889                                                            | Maison                                                                |
| Maison                                                                | Charlieu                                            | 19 place Saint-Philibert Rue des Moulins                                        | 46° 09′ 29″ nord, 4° 10′ 13″ est                                | « PA00117460 »                                                  | Inscrit                                                         | 1928                                                            | Maison                                                                |
| Maison des Anglais                                                    | Charlieu                                            | 32 rue Jean Morel                                                               | 46° 09′ 35″ nord, 4° 10′ 23″ est                                | « PA00117458 »                                                  | Classé                                                          | 1889                                                            | Maison des Anglais                                                    |
| Maison à pans de bois                                                 | Charlieu                                            | 11 rue des Moulins Rue du Merle                                                 | 46° 09′ 27″ nord, 4° 10′ 13″ est                                | « PA00117459 »                                                  | Classé                                                          | 1965                                                            | Maison à pans de bois                                                 |
| Pont de pierre sur le Sornin                                          | Charlieu                                            |                                                                                 | 46° 09′ 22″ nord, 4° 10′ 30″ est                                | « PA00117461 »                                                  | Inscrit                                                         | 1938                                                            | Pont de pierre sur le Sornin                                          |
| Usines Marrel cheminée d'usine                                        | Châteauneuf                                         | Route des Étaings                                                               | 45° 32′ 04″ nord, 4° 38′ 03″ est                                | « PA00117684 »                                                  | Classé                                                          | 1992                                                            | Usines Marrelcheminée d'usine                                         |
| Chapelle de Fraisse                                                   | Châtelneuf                                          |                                                                                 | 45° 38′ 09″ nord, 3° 57′ 18″ est                                | « PA00117462 »                                                  | Inscrit Classé                                                  | 1925 1931                                                       | Chapelle de Fraisse                                                   |
| Château de Chatellus                                                  | Châtelus                                            | V.C. 1                                                                          | 45° 35′ 46″ nord, 4° 27′ 57″ est                                | « PA42000022 »                                                  | Inscrit                                                         | 2004                                                            | Image manquante Téléverser                                            |
| Croix de Chazelles-sur-Lavieu                                         | Chazelles-sur-Lavieu                                |                                                                                 | 45° 32′ 25″ nord, 4° 00′ 02″ est                                | « PA00117463 »                                                  | Inscrit                                                         | 1926                                                            | Image manquante Téléverser                                            |
| Église Saint-Michel de Chazelles-sur-Lavieu                           | Chazelles-sur-Lavieu                                |                                                                                 | 45° 32′ 25″ nord, 4° 00′ 03″ est                                | « PA00117464 »                                                  | Inscrit                                                         | 1926                                                            | Image manquante Téléverser                                            |
| Usine Fléchet                                                         | Chazelles-sur-Lyon                                  | Rue Martouret Rue de la Liberté                                                 | 45° 38′ 19″ nord, 4° 23′ 42″ est                                | « PA42000005 »                                                  | Inscrit                                                         | 1999                                                            | Usine Fléchet                                                         |
| Château de Chenereilles                                               | Chenereilles                                        |                                                                                 | 45° 29′ 05″ nord, 4° 04′ 47″ est                                | « PA00117465 »                                                  | Classé Inscrit                                                  | 1983                                                            | Château de Chenereilles                                               |
| Église Sainte-Marie de Cherier                                        | Cherier                                             |                                                                                 | 45° 58′ 46″ nord, 3° 55′ 07″ est                                | « PA00117466 »                                                  | Inscrit                                                         | 1978                                                            | Image manquante Téléverser                                            |
| Château de Chevrières                                                 | Chevrières                                          |                                                                                 | 45° 35′ 16″ nord, 4° 23′ 59″ est                                | « PA00117467 »                                                  | Inscrit                                                         | 1964                                                            | Image manquante Téléverser                                            |
| Église Saint-Maurice de Chevrières                                    | Chevrières                                          |                                                                                 | 45° 35′ 17″ nord, 4° 23′ 58″ est                                | « PA00117468 »                                                  | Inscrit                                                         | 1933                                                            | Image manquante Téléverser                                            |
| Borne frontière des justices de Cleppé et de Poncins                  | Cleppé (également sur Poncins)                      |                                                                                 | 45° 44′ 44″ nord, 4° 10′ 27″ est                                | « PA00117469 »                                                  | Inscrit                                                         | 1934                                                            | Borne frontière des justices de Cleppé et de Poncins                  |
| Château des comtes de Forez                                           | Cleppé                                              |                                                                                 | 45° 46′ 13″ nord, 4° 10′ 53″ est                                | « PA00117470 »                                                  | Inscrit                                                         | 1971                                                            | Château des comtes de Forez                                           |
| Croix de 1720                                                         | Colombier                                           | Aymard                                                                          | 45° 20′ 11″ nord, 4° 35′ 44″ est                                | « PA00117473 »                                                  | Inscrit                                                         | 1949                                                            | Image manquante Téléverser                                            |
| Croix du Plattre                                                      | Colombier                                           | Le Plattre                                                                      | 45° 20′ 18″ nord, 4° 35′ 51″ est                                | « PA00117471 »                                                  | Inscrit                                                         | 1949                                                            | Image manquante Téléverser                                            |
| Croix du Plattre                                                      | Colombier                                           | Le Plattre                                                                      | 45° 20′ 20″ nord, 4° 35′ 50″ est                                | « PA00117472 »                                                  | Inscrit                                                         | 1949                                                            | Image manquante Téléverser                                            |
| Église Saint-Martin de Cremeaux                                       | Cremeaux                                            | Rue de l'Église                                                                 | 45° 54′ 27″ nord, 3° 55′ 41″ est                                | « PA00117474 »                                                  | Inscrit                                                         | 1980                                                            | Image manquante Téléverser                                            |
| Donjon du Crozet                                                      | Le Crozet                                           |                                                                                 | 46° 10′ 16″ nord, 3° 51′ 24″ est                                | « PA00117475 »                                                  | Inscrit                                                         | 1939                                                            | Donjon du Crozet                                                      |
| Maison de Jean Papon                                                  | Le Crozet                                           | Rue du Château                                                                  | 46° 10′ 13″ nord, 3° 51′ 22″ est                                | « PA00117476 »                                                  | Classé                                                          | 1942                                                            | Maison de Jean Papon                                                  |
| Maison à pans de bois                                                 | Le Crozet                                           | Rue de la Grande Charrière                                                      | 46° 10′ 13″ nord, 3° 51′ 19″ est                                | « PA00117477 »                                                  | Inscrit                                                         | 1949                                                            | Maison à pans de bois                                                 |
| Rempart du Noirétable                                                 | Le Crozet                                           | Rue de la Grande Charrière                                                      | 46° 10′ 12″ nord, 3° 51′ 19″ est                                | « PA00117478 »                                                  | Inscrit                                                         | 1939                                                            | Rempart du Noirétable                                                 |
| Château de Cuzieu                                                     | Cuzieu                                              |                                                                                 | 45° 36′ 35″ nord, 4° 15′ 44″ est                                | « PA00117479 »                                                  | Inscrit                                                         | 1972                                                            | Image manquante Téléverser                                            |
| Croix de Doizieux                                                     | Doizieux                                            | Place de la Platière                                                            | 45° 25′ 38″ nord, 4° 35′ 10″ est                                | « PA00117480 »                                                  | Inscrit                                                         | 1949                                                            | Image manquante Téléverser                                            |
| Tour de Doizieux                                                      | Doizieux                                            | Rue de la Tour                                                                  | 45° 25′ 36″ nord, 4° 35′ 10″ est                                | « PA42000021 »                                                  | Inscrit                                                         | 2004                                                            | Tour de Doizieux                                                      |
| Château de Quérezieux                                                 | Écotay-l'Olme                                       |                                                                                 | 45° 34′ 50″ nord, 4° 01′ 47″ est                                | « PA00117685 »                                                  | Inscrit                                                         | 1990                                                            | Image manquante Téléverser                                            |
| Église Saint-Étienne d'Écotay-l'Olme                                  | Écotay-l'Olme                                       |                                                                                 | 45° 35′ 20″ nord, 4° 02′ 25″ est                                | « PA00117481 »                                                  | Inscrit                                                         | 1949                                                            | Église Saint-Étienne d'Écotay-l'Olme                                  |
| Chapelle Saint-Étienne d'Essertines-en-Châtelneuf                     | Essertines-en-Châtelneuf                            | Essertines Basses                                                               | 45° 37′ 11″ nord, 4° 00′ 18″ est                                | « PA00117482 »                                                  | Inscrit                                                         | 1926                                                            | Chapelle Saint-Étienne d'Essertines-en-Châtelneuf                     |
| Château de Marandière                                                 | Estivareilles                                       |                                                                                 | 45° 25′ 54″ nord, 4° 00′ 51″ est                                | « PA42000003 »                                                  | Inscrit                                                         | 1997                                                            | Image manquante Téléverser                                            |
| Croix d'Estivareilles                                                 | Estivareilles                                       | Place de l'Église                                                               | 45° 24′ 58″ nord, 4° 00′ 33″ est                                | « PA00117483 »                                                  | Inscrit                                                         | 1949                                                            | Image manquante Téléverser                                            |
| Château de Vivert                                                     | L'Étrat                                             | Vivert                                                                          | 45° 29′ 48″ nord, 4° 23′ 22″ est                                | « PA00117484 »                                                  | Inscrit                                                         | 1946                                                            | Image manquante Téléverser                                            |
| Château de Bigny                                                      | Feurs                                               |                                                                                 | 45° 44′ 38″ nord, 4° 12′ 05″ est                                | « PA42000020 »                                                  | Inscrit                                                         | 2004                                                            | Image manquante Téléverser                                            |
| Église Notre-Dame de Feurs                                            | Feurs                                               | Place Antoine Drivet                                                            | 45° 44′ 38″ nord, 4° 13′ 20″ est                                | « PA00117695 »                                                  | Inscrit                                                         | 1991                                                            | Église Notre-Dame de Feurs                                            |
| Fortifications de Feurs                                               | Feurs                                               |                                                                                 | à géolocaliser                                                  | « PA00117486 »                                                  | Inscrit                                                         | 1925                                                            | Image manquante Téléverser                                            |
| Forum gallo-romain de Feurs                                           | Feurs                                               | La Boaterie                                                                     | à géolocaliser                                                  | « PA00117485 »                                                  | Inscrit                                                         | 1983                                                            | Forum gallo-romain de Feurs                                           |
| Château des Bruneaux                                                  | Firminy                                             |                                                                                 | 45° 22′ 49″ nord, 4° 16′ 57″ est                                | « PA00117487 »                                                  | Inscrit                                                         | 1975                                                            | Château des Bruneaux                                                  |
| Église Saint-Pierre de Firminy                                        | Firminy                                             | Les Carrières Chemin de Sous-Marquant                                           | 45° 23′ 01″ nord, 4° 17′ 11″ est                                | « PA42000001 »                                                  | Classé                                                          | 2012                                                            | Église Saint-Pierre de Firminy                                        |
| Porte Saint-Pierre                                                    | Firminy                                             | Rue de la Vieille Porte                                                         | 45° 23′ 11″ nord, 4° 17′ 16″ est                                | « PA00117488 »                                                  | Inscrit                                                         | 1927                                                            | Porte Saint-Pierre                                                    |
| Maison de la culture de Firminy-Vert                                  | Firminy                                             |                                                                                 | 45° 23′ 00″ nord, 4° 17′ 21″ est                                | « PA00117489 »                                                  | Classé                                                          | 1984                                                            | Maison de la culture de Firminy-Vert                                  |
| Piscine de Firminy-Vert                                               | Firminy                                             | Rue Sadi-Carnot                                                                 | 45° 23′ 03″ nord, 4° 17′ 13″ est                                | « PA42000023 »                                                  | Inscrit                                                         | 2005                                                            | Piscine de Firminy-Vert                                               |
| Stade de Firminy-Vert                                                 | Firminy                                             |                                                                                 | 45° 23′ 00″ nord, 4° 17′ 17″ est                                | « PA00117490 »                                                  | Classé                                                          | 1984                                                            | Stade de Firminy-Vert                                                 |
| Unité d'habitation de Firminy-Vert                                    | Firminy                                             | Les Bruneaux                                                                    | 45° 22′ 40″ nord, 4° 16′ 53″ est                                | « PA00125742 »                                                  | Classé                                                          | 1993 2010                                                       | Unité d'habitation de Firminy-Vert                                    |
| Château de l'Aubépin                                                  | Fourneaux                                           |                                                                                 | 45° 55′ 16″ nord, 4° 15′ 36″ est                                | « PA00117491 »                                                  | Inscrit Classé                                                  | 1989 1991                                                       | Château de l'Aubépin                                                  |
| Château de Sarron                                                     | Fourneaux                                           |                                                                                 | 45° 57′ 36″ nord, 4° 17′ 23″ est                                | « PA42000006 »                                                  | Inscrit                                                         | 2000                                                            | Château de Sarron                                                     |
| Château Dorian                                                        | Fraisses                                            | Allée du Parc Dorian                                                            | 45° 23′ 20″ nord, 4° 16′ 12″ est                                | « PA00117492 »                                                  | Classé Inscrit                                                  | 1986                                                            | Château Dorian                                                        |
| Aqueduc romain de Genilac                                             | Genilac                                             |                                                                                 | 45° 31′ 37″ nord, 4° 34′ 16″ est                                | « PA00117493 »                                                  | Classé                                                          | 1962                                                            | Aqueduc romain de Genilac                                             |
| Croix de Grammond                                                     | Grammond                                            | Rue du Forez                                                                    | 45° 33′ 57″ nord, 4° 26′ 27″ est                                | « PA00117494 »                                                  | Inscrit                                                         | 1949                                                            | Image manquante Téléverser                                            |
| Pont de Chavillon                                                     | La Grand-Croix                                      | La Péronnière                                                                   | 45° 30′ 10″ nord, 4° 33′ 51″ est                                | « PA00135647 »                                                  | Inscrit Radié                                                   | 1995 2017                                                       | Image manquante Téléverser                                            |
| Chapelle Sainte-Barbe de Grézolles                                    | Grézolles                                           |                                                                                 | 45° 51′ 46″ nord, 3° 57′ 15″ est                                | « PA00117495 »                                                  | Classé                                                          | 1930                                                            | Image manquante Téléverser                                            |
| Croix de Gumières                                                     | Gumières                                            | Cimetière RD 44                                                                 | 45° 31′ 58″ nord, 3° 59′ 21″ est                                | « PA00117496 »                                                  | Inscrit                                                         | 1926                                                            | Image manquante Téléverser                                            |
| Église Notre-Dame de L'Hôpital-sous-Rochefort                         | L'Hôpital-sous-Rochefort                            |                                                                                 | 45° 46′ 26″ nord, 3° 56′ 02″ est                                | « PA00117497 »                                                  | Classé                                                          | 1938                                                            | Église Notre-Dame de L'Hôpital-sous-Rochefort                         |
| Croix de Saint-Just                                                   | Juré                                                |                                                                                 | 45° 53′ 12″ nord, 3° 53′ 05″ est                                | « PA00117498 »                                                  | Inscrit                                                         | 1949                                                            | Image manquante Téléverser                                            |
| Ferme de Terge                                                        | Juré                                                | Terge                                                                           | 45° 52′ 09″ nord, 3° 55′ 09″ est                                | « PA00132818 »                                                  | Inscrit                                                         | 1994                                                            | Image manquante Téléverser                                            |
| Église Saint-Clair-et-Saint-Héand de Lay                              | Lay                                                 | Place de l'Église                                                               | 45° 57′ 24″ nord, 4° 13′ 09″ est                                | « PA00117696 »                                                  | Inscrit                                                         | 1991                                                            | Image manquante Téléverser                                            |
| Ancienne église Saint-Martin de Lézigneux                             | Lézigneux                                           | Rue de l'Ancienne Église                                                        | 45° 34′ 01″ nord, 4° 03′ 37″ est                                | « PA00117499 »                                                  | Inscrit                                                         | 1947                                                            | Image manquante Téléverser                                            |
| Château de Lupé                                                       | Lupé                                                |                                                                                 | 45° 22′ 26″ nord, 4° 42′ 26″ est                                | « PA00117500 »                                                  | Inscrit                                                         | 1981                                                            | Château de Lupé                                                       |
| Dolmen de Roche-Cubertelle                                            | Luriecq                                             |                                                                                 | 45° 27′ 07″ nord, 4° 05′ 20″ est                                | « PA00117501 »                                                  | Classé                                                          | 1916                                                            | Dolmen de Roche-Cubertelle                                            |
| Église Saint-Irénée de Luriecq                                        | Luriecq                                             | Place de l'Église                                                               | 45° 27′ 06″ nord, 4° 04′ 49″ est                                | « PA00117502 »                                                  | Classé                                                          | 1973                                                            | Église Saint-Irénée de Luriecq                                        |
| Château de Magneux-Haute-Rive                                         | Magneux-Haute-Rive                                  | Route de Chalain                                                                | 45° 39′ 56″ nord, 4° 10′ 20″ est                                | « PA00117503 »                                                  | Inscrit                                                         | 1981                                                            | Image manquante Téléverser                                            |
| Église Saint-Cyr de Marcilly-le-Châtel                                | Marcilly-le-Châtel                                  | Le Vieux Bourg                                                                  | 45° 41′ 47″ nord, 4° 01′ 38″ est                                | « PA00117697 »                                                  | Inscrit                                                         | 1991                                                            | Église Saint-Cyr de Marcilly-le-Châtel                                |
| Château de Goutelas                                                   | Marcoux                                             |                                                                                 | 45° 43′ 19″ nord, 4° 00′ 31″ est                                | « PA00117504 »                                                  | Inscrit                                                         | 1964                                                            | Château de Goutelas                                                   |
| Croix du Casson                                                       | Margerie-Chantagret                                 | RD 5                                                                            | 45° 31′ 21″ nord, 4° 03′ 50″ est                                | « PA00117505 »                                                  | Classé                                                          | 1942                                                            | Image manquante Téléverser                                            |
| Église Saint-Pierre de Marols                                         | Marols                                              |                                                                                 | 45° 28′ 42″ nord, 4° 02′ 42″ est                                | « PA00117506 »                                                  | Classé                                                          | 1911                                                            | Église Saint-Pierre de Marols                                         |
| Immeuble Coste                                                        | Marols                                              |                                                                                 | 45° 28′ 41″ nord, 4° 02′ 43″ est                                | « PA00117507 »                                                  | Inscrit                                                         | 1939                                                            | Image manquante Téléverser                                            |
| Porte de ville                                                        | Marols                                              |                                                                                 | 45° 28′ 42″ nord, 4° 02′ 43″ est                                | « PA00117508 »                                                  | Inscrit                                                         | 1941                                                            | Porte de ville                                                        |
| Château de Leignecq                                                   | Merle-Leignec                                       | Leignecq                                                                        | 45° 22′ 26″ nord, 4° 00′ 59″ est                                | « PA00117509 »                                                  | Inscrit                                                         | 1937                                                            | Image manquante Téléverser                                            |
| Croix de l'ancien cimetière de Merle                                  | Merle-Leignec                                       | Merle                                                                           | 45° 23′ 45″ nord, 4° 01′ 30″ est                                | « PA00117510 »                                                  | Classé                                                          | 1951                                                            | Image manquante Téléverser                                            |
| Église de l'Immaculée-Conception de Leignecq                          | Merle-Leignec                                       | Leignecq                                                                        | 45° 22′ 27″ nord, 4° 01′ 00″ est                                | « PA00117512 »                                                  | Inscrit                                                         | 1937                                                            | Église de l'Immaculée-Conception de Leignecq                          |
| Église de la Nativité-de-Notre-Dame de Merle                          | Merle-Leignec                                       | Merle                                                                           | 45° 23′ 45″ nord, 4° 01′ 31″ est                                | « PA00117511 »                                                  | Inscrit                                                         | 1978                                                            | Image manquante Téléverser                                            |
| Croix de Montarcher                                                   | Montarcher                                          | RD 14.1                                                                         | 45° 27′ 34″ nord, 3° 59′ 45″ est                                | « PA00117513 »                                                  | Inscrit                                                         | 1978                                                            | Croix de Montarcher                                                   |
| Église de l'Assomption-de-la-Vierge de Montarcher                     | Montarcher                                          |                                                                                 | 45° 27′ 33″ nord, 3° 59′ 44″ est                                | « PA00117514 »                                                  | Classé                                                          | 1938                                                            | Église de l'Assomption-de-la-Vierge de Montarcher                     |
| Enceinte de Montarcher                                                | Montarcher                                          |                                                                                 | 45° 27′ 29″ nord, 3° 59′ 44″ est                                | « PA00117515 »                                                  | Classé                                                          | 1938                                                            | Enceinte de Montarcher                                                |
|                                                                       | Montbrison                                          | Voir Liste des monuments historiques de Montbrison                              | Voir Liste des monuments historiques de Montbrison              | Voir Liste des monuments historiques de Montbrison              | Voir Liste des monuments historiques de Montbrison              | Voir Liste des monuments historiques de Montbrison              | Voir Liste des monuments historiques de Montbrison                    |
| Château de Montrond-les-Bains                                         | Montrond-les-Bains                                  |                                                                                 | 45° 38′ 29″ nord, 4° 13′ 51″ est                                | « PA00117532 »                                                  | Inscrit                                                         | 1934                                                            | Château de Montrond-les-Bains                                         |
| Église Saint-Pierre-et-Saint-Porchaire de Montverdun                  | Montverdun                                          |                                                                                 | 45° 43′ 04″ nord, 4° 03′ 58″ est                                | « PA00117533 »                                                  | Classé                                                          | 1981                                                            | Église Saint-Pierre-et-Saint-Porchaire de Montverdun                  |
| Prieuré de Montverdun                                                 | Montverdun                                          |                                                                                 | 45° 43′ 04″ nord, 4° 03′ 58″ est                                | « PA00117533 »                                                  | Classé                                                          | 1981                                                            | Prieuré de Montverdun                                                 |
| Remparts de Montverdun                                                | Montverdun                                          |                                                                                 | 45° 43′ 04″ nord, 4° 03′ 58″ est                                | « PA00117533 »                                                  | Classé                                                          | 1981                                                            | Remparts de Montverdun                                                |
| Chapelle Notre-Dame de Néronde                                        | Néronde                                             | Cimetière                                                                       | 45° 50′ 15″ nord, 4° 14′ 25″ est                                | « PA00117534 »                                                  | Inscrit                                                         | 2015                                                            | Chapelle Notre-Dame de Néronde                                        |
| Château de la Salle                                                   | Nervieux                                            | La Salle                                                                        | 45° 48′ 11″ nord, 4° 07′ 58″ est                                | « PA00117535 »                                                  | Inscrit                                                         | 1988                                                            | Image manquante Téléverser                                            |
| Croix de Nervieux                                                     | Nervieux                                            | Route de Balbigny                                                               | 45° 48′ 24″ nord, 4° 09′ 27″ est                                | « PA00117536 »                                                  | Classé                                                          | 1958                                                            | Image manquante Téléverser                                            |
| Quatre bornes de justice de Noirétable                                | Noirétable                                          | Forêt d'Aubusson                                                                | à géolocaliser                                                  | « PA00117537 »                                                  | Inscrit                                                         | 1949                                                            | Image manquante Téléverser                                            |
| Maison. Ancien Hôtel des impôts                                       | La Pacaudière                                       | Place de la Bascule                                                             | 46° 10′ 32″ nord, 3° 52′ 05″ est                                | « PA00117539 »                                                  | Inscrit                                                         | 1930                                                            | Maison. Ancien Hôtel des impôts                                       |
| Maison Notre-Dame                                                     | La Pacaudière                                       | Le Bourg Place de la Bascule                                                    | 46° 10′ 32″ nord, 3° 52′ 05″ est                                | « PA00117538 »                                                  | Inscrit                                                         | 1930                                                            | Image manquante Téléverser                                            |
| Relais des Postes Royales                                             | La Pacaudière                                       | Place de la Bascule                                                             | 46° 10′ 34″ nord, 3° 52′ 02″ est                                | « PA00117540 »                                                  | Classé                                                          | 2023                                                            | Image manquante Téléverser                                            |
| Église Saint-Pierre de Palogneux                                      | Palogneux                                           |                                                                                 | 45° 44′ 32″ nord, 3° 55′ 15″ est                                | « PA00117698 »                                                  | Inscrit                                                         | 1991                                                            | Église Saint-Pierre de Palogneux                                      |
| Maison de la Prévôté                                                  | Parigny                                             |                                                                                 | 45° 59′ 17″ nord, 4° 05′ 50″ est                                | « PA00117693 »                                                  | Inscrit                                                         | 1990                                                            | Maison de la Prévôté                                                  |
| Vieux château de Virieu et chapelle de Virieu                         | Pélussin                                            | Virieux 4 rue de la Tour                                                        | 45° 25′ 05″ nord, 4° 40′ 13″ est                                | « PA42000007 »                                                  | Inscrit                                                         | 2001                                                            | Vieux château de Virieu et chapelle de Virieu                         |
| Église Saint-Jean-Baptiste de Périgneux                               | Périgneux                                           |                                                                                 | 45° 26′ 33″ nord, 4° 09′ 18″ est                                | « PA00117541 »                                                  | Inscrit                                                         | 1949                                                            | Église Saint-Jean-Baptiste de Périgneux                               |
| Chapelle Saint-Vérand de Perreux                                      | Perreux                                             |                                                                                 | 46° 02′ 19″ nord, 4° 07′ 17″ est                                | « PA00117542 »                                                  | Inscrit                                                         | 1949                                                            | Chapelle Saint-Vérand de Perreux                                      |
| Église Saint-Bonnet de Perreux                                        | Perreux                                             |                                                                                 | 46° 02′ 19″ nord, 4° 07′ 18″ est                                | « PA00117543 »                                                  | Inscrit                                                         | 1949                                                            | Église Saint-Bonnet de Perreux                                        |
| Église Saint-Julien de Pommiers                                       | Pommiers                                            |                                                                                 | 45° 49′ 45″ nord, 4° 03′ 51″ est                                | « PA00117544 »                                                  | Inscrit                                                         | 1970                                                            | Église Saint-Julien de Pommiers                                       |
| Enceinte de Pommiers Porte ouest                                      | Pommiers                                            |                                                                                 | 45° 49′ 45″ nord, 4° 03′ 49″ est                                | « PA00117545 »                                                  | Classé                                                          | 1943                                                            | Image manquante Téléverser                                            |
| Enceinte de Pommiers Porte est                                        | Pommiers                                            |                                                                                 | 45° 49′ 45″ nord, 4° 03′ 54″ est                                | « PA00117545 »                                                  | Classé                                                          | 1943                                                            | Enceinte de PommiersPorte est                                         |
| Pont sur l'Aix                                                        | Pommiers                                            |                                                                                 | 45° 49′ 35″ nord, 4° 03′ 59″ est                                | « PA00117546 »                                                  | Classé                                                          | 1943                                                            | Pont sur l'Aix                                                        |
| Prieuré de Pommiers                                                   | Pommiers                                            |                                                                                 | 45° 49′ 44″ nord, 4° 03′ 51″ est                                | « PA00117547 »                                                  | Classé                                                          | 1983                                                            | Prieuré de Pommiers                                                   |
| Borne frontière des justices de Cleppé et de Poncins                  | Poncins (également sur Cleppé)                      |                                                                                 | 45° 44′ 44″ nord, 4° 10′ 27″ est                                | « PA00117548 »                                                  | Inscrit                                                         | 1934                                                            | Borne frontière des justices de Cleppé et de Poncins                  |
| Croix Noire                                                           | Poncins                                             | Champ de Foire                                                                  | 45° 43′ 30″ nord, 4° 09′ 18″ est                                | « PA00117549 »                                                  | Inscrit                                                         | 1984                                                            | Image manquante Téléverser                                            |
| Château du Poyet                                                      | Pouilly-sous-Charlieu                               | Château (chemin-du) 706                                                         | 46° 07′ 04″ nord, 4° 09′ 09″ est                                | « PA42000056 »                                                  | Inscrit                                                         | 2023                                                            | Image manquante Téléverser                                            |
| Château de Montrenard                                                 | Pouilly-sous-Charlieu                               |                                                                                 | 46° 07′ 32″ nord, 4° 08′ 13″ est                                | « PA00117555 »                                                  | Inscrit                                                         | 1935                                                            | Château de Montrenard                                                 |
| Château de Vougy                                                      | Pouilly-sous-Charlieu                               |                                                                                 | 46° 07′ 03″ nord, 4° 06′ 49″ est                                | « PA42000004 »                                                  | Classé Inscrit                                                  | 1980 1997                                                       | Image manquante Téléverser                                            |
| Pont au Diable                                                        | Pouilly-sous-Charlieu                               |                                                                                 | 46° 09′ 03″ nord, 4° 09′ 21″ est                                | « PA00117556 »                                                  | Inscrit                                                         | 1928                                                            | Pont au Diable                                                        |
| Château de Pravieux                                                   | Pouilly-lès-Feurs                                   |                                                                                 | 45° 47′ 55″ nord, 4° 13′ 47″ est                                | « PA00117550 »                                                  | Inscrit                                                         | 1934                                                            | Image manquante Téléverser                                            |
| Collégiale Saint-Pierre de Pouilly-lès-Feurs                          | Pouilly-lès-Feurs                                   | Rue Poliacus                                                                    | 45° 47′ 54″ nord, 4° 13′ 53″ est                                | « PA00117551 »                                                  | Classé                                                          | 1911                                                            | Collégiale Saint-Pierre de Pouilly-lès-Feurs                          |
| Enceinte de Pouilly-lès-Feurs Porte d'En-Haut                         | Pouilly-lès-Feurs                                   | 141 rue de Cluny                                                                | 45° 47′ 57″ nord, 4° 13′ 52″ est                                | « PA00117552 »                                                  | Inscrit                                                         | 1926                                                            | Enceinte de Pouilly-lès-FeursPorte d'En-Haut                          |
| Prieuré de Pouilly-lès-Feurs                                          | Pouilly-lès-Feurs                                   | Cour Bertrand-de-Thorigny Jardin des Douves L'Esplanade Rue de l'Ancienne-Porte | 45° 47′ 53″ nord, 4° 13′ 53″ est                                | « PA42000024 »                                                  | Inscrit                                                         | 2005                                                            | Prieuré de Pouilly-lès-Feurs                                          |
| Château de Boisy, dit Château Jacques Cœur                            | Pouilly-les-Nonains                                 |                                                                                 | 46° 03′ 14″ nord, 3° 57′ 40″ est                                | « PA00117553 »                                                  | Inscrit Classé                                                  | 1927 1931                                                       | Image manquante Téléverser                                            |
| Église de la Conversion-de-Saint-Paul de Pouilly-les-Nonains          | Pouilly-les-Nonains                                 |                                                                                 | 46° 02′ 15″ nord, 3° 58′ 51″ est                                | « PA00117554 »                                                  | Inscrit                                                         | 1949                                                            | Image manquante Téléverser                                            |
| Château de Curraize                                                   | Précieux                                            |                                                                                 | 45° 35′ 17″ nord, 4° 07′ 47″ est                                | « PA42000050 »                                                  | Inscrit                                                         | 2019                                                            | Image manquante Téléverser                                            |
| Église Saint-Symphorien de Précieux                                   | Précieux                                            |                                                                                 | 45° 35′ 10″ nord, 4° 09′ 01″ est                                | « PA00117557 »                                                  | Inscrit                                                         | 1963                                                            | Église Saint-Symphorien de Précieux                                   |
| Église Saint-Julien de Régny                                          | Régny                                               | Place Fougerat Place du Château                                                 | 45° 59′ 29″ nord, 4° 13′ 04″ est                                | « PA42000002 »                                                  | Inscrit                                                         | 1996                                                            | Église Saint-Julien de Régny                                          |
| Château de la Bernarde                                                | Renaison                                            |                                                                                 | 46° 02′ 54″ nord, 3° 56′ 21″ est                                | « PA00117558 »                                                  | Inscrit                                                         | 1979                                                            | Image manquante Téléverser                                            |
| Puits des Combes                                                      | La Ricamarie                                        | Les Maures                                                                      | 45° 24′ 52″ nord, 4° 21′ 50″ est                                | « PA42000018 »                                                  | Inscrit                                                         | 2003                                                            | Puits des Combes                                                      |
| Château de Neubourg                                                   | Riorges                                             |                                                                                 | 46° 02′ 09″ nord, 4° 01′ 16″ est                                | « PA42000026 »                                                  | Inscrit                                                         | 2007                                                            | Image manquante Téléverser                                            |
| Canal de Givors                                                       | Rive-de-Gier                                        |                                                                                 | à géolocaliser                                                  | « PA00135648 »                                                  | Inscrit                                                         | 1995                                                            | Canal de Givors                                                       |
| Église Notre-Dame de Rive-de-Gier                                     | Rive-de-Gier                                        |                                                                                 | 45° 31′ 41″ nord, 4° 36′ 59″ est                                | « PA00117559 »                                                  | Inscrit                                                         | 1981                                                            | Image manquante Téléverser                                            |
| Halle et tour de trempe de l'ancienne usine des Frères Marrel         | Rive-de-Gier                                        |                                                                                 | 45° 31′ 41″ nord, 4° 36′ 40″ est                                | « PA42000052 »                                                  | Inscrit                                                         | 2019                                                            | Image manquante Téléverser                                            |
| Maison Marrel                                                         | Rive-de-Gier                                        | 38 rue du Professeur-Roux                                                       | 45° 31′ 47″ nord, 4° 36′ 42″ est                                | « PA00135649 »                                                  | Inscrit                                                         | 1995                                                            | Image manquante Téléverser                                            |
| Puits Combélibert                                                     | Rive-de-Gier                                        | 31 rue Michelet                                                                 | 45° 32′ 09″ nord, 4° 37′ 12″ est                                | « PA00135650 »                                                  | Inscrit                                                         | 1995                                                            | Image manquante Téléverser                                            |
| Puits du Pré du Gourd-Marin                                           | Rive-de-Gier                                        | 23 rue Barthélemy-Brunon                                                        | 45° 31′ 23″ nord, 4° 36′ 00″ est                                | « PA00135651 »                                                  | Inscrit                                                         | 1995                                                            | Image manquante Téléverser                                            |
| Tunnel de Couzon                                                      | Rive-de-Gier                                        |                                                                                 | 45° 31′ 36″ nord, 4° 37′ 00″ est                                | « PA00135652 »                                                  | Inscrit                                                         | 1995                                                            | Tunnel de Couzon                                                      |
| Chapelle Saint-Nicolas-du-Port de Roanne                              | Roanne                                              | 3 rue des Minimes                                                               | 46° 02′ 06″ nord, 4° 04′ 40″ est                                | « PA00117560 »                                                  | Inscrit                                                         | 1964                                                            | Chapelle Saint-Nicolas-du-Port de Roanne                              |
| Château de Roanne                                                     | Roanne                                              |                                                                                 | 46° 02′ 25″ nord, 4° 04′ 19″ est                                | « PA00117561 »                                                  | Inscrit                                                         | 1930                                                            | Château de Roanne                                                     |
| Immeuble                                                              | Roanne                                              | 14 rue Beaulieu                                                                 | 46° 02′ 05″ nord, 4° 04′ 07″ est                                | « PA00117686 »                                                  | Inscrit                                                         | 1989                                                            | Immeuble                                                              |
| Lycée Jean-Puy                                                        | Roanne                                              | Rue Jean-Puy                                                                    | 46° 02′ 14″ nord, 4° 04′ 15″ est                                | « PA00117562 »                                                  | Inscrit                                                         | 1942                                                            | Lycée Jean-Puy                                                        |
| Maison à pans de bois                                                 | Roanne                                              | La Ville 2 rue Jean-Baptiste-Salle                                              | 46° 02′ 23″ nord, 4° 04′ 18″ est                                | « PA00117563 »                                                  | Inscrit                                                         | 1949                                                            | Maison à pans de bois                                                 |
| Musée Joseph-Déchelette                                               | Roanne                                              | 22 rue Anatole-France                                                           | 46° 02′ 06″ nord, 4° 04′ 10″ est                                | « PA00117564 »                                                  | Inscrit                                                         | 1981                                                            | Musée Joseph-Déchelette                                               |
| Hôtel Goyet de Livron ou hôtel de la Sous-Préfecture                  | Roanne                                              | 1 rue Alsace-Lorraine                                                           | 46° 02′ 09″ nord, 4° 04′ 11″ est                                | « PA42000043 »                                                  | Inscrit                                                         | 2014                                                            | Hôtel Goyet de Livron ou hôtel de la Sous-Préfecture                  |
| Croix du XVIe siècle                                                  | Roche                                               | Rue Antoine Lugnier                                                             | 45° 36′ 54″ nord, 3° 56′ 48″ est                                | « PA00117566 »                                                  | Inscrit                                                         | 1949                                                            | Image manquante Téléverser                                            |
| Croix et banc en pierre du XVIe siècle                                | Roche                                               | Place de l'Église                                                               | 45° 36′ 53″ nord, 3° 56′ 51″ est                                | « PA00117565 »                                                  | Inscrit                                                         | 1955                                                            | Image manquante Téléverser                                            |
| Église Saint-Martin de Roche                                          | Roche                                               | Place de l'Église                                                               | 45° 36′ 53″ nord, 3° 56′ 52″ est                                | « PA00117567 »                                                  | Inscrit                                                         | 1927                                                            | Image manquante Téléverser                                            |
| Château de Roche-la-Molière                                           | Roche-la-Molière                                    |                                                                                 | 45° 26′ 07″ nord, 4° 19′ 19″ est                                | « PA00117568 »                                                  | Inscrit                                                         | 1985                                                            | Château de Roche-la-Molière                                           |
| Église Saint-Blaise de Rozier-Côtes-d'Aurec                           | Rozier-Côtes-d'Aurec                                |                                                                                 | 45° 22′ 17″ nord, 4° 06′ 15″ est                                | « PA00117569 »                                                  | Classé                                                          | 1924                                                            | Église Saint-Blaise de Rozier-Côtes-d'Aurec                           |
| Église Saint-Symphorien de Sail-les-Bains                             | Sail-les-Bains                                      |                                                                                 | 46° 14′ 16″ nord, 3° 50′ 51″ est                                | « PA00117570 »                                                  | Inscrit                                                         | 1965                                                            | Église Saint-Symphorien de Sail-les-Bains                             |
| Château de Couzan                                                     | Sail-sous-Couzan                                    |                                                                                 | 45° 43′ 41″ nord, 3° 58′ 09″ est                                | « PA00117572 »                                                  | Classé                                                          | 1890                                                            | Château de Couzan                                                     |
| Croix de Sail-sous-Couzan                                             | Sail-sous-Couzan                                    | Culvé                                                                           | 45° 45′ 01″ nord, 3° 57′ 57″ est                                | « PA00117573 »                                                  | Inscrit                                                         | 1926                                                            | Croix de Sail-sous-Couzan                                             |
| Église Saint-André de Sail-sous-Couzan                                | Sail-sous-Couzan                                    |                                                                                 | 46° 10′ 26″ nord, 4° 16′ 27″ est                                | « PA00117571 »                                                  | Inscrit                                                         | 1928                                                            | Église Saint-André de Sail-sous-Couzan                                |
| Château d'Apchon                                                      | Saint-André-d'Apchon                                |                                                                                 | 46° 01′ 59″ nord, 3° 55′ 52″ est                                | « PA00117575 »                                                  | Inscrit                                                         | 1963                                                            | Château d'Apchon                                                      |
| Église Saint-André de Saint-André-d'Apchon                            | Saint-André-d'Apchon                                |                                                                                 | 46° 02′ 00″ nord, 3° 55′ 41″ est                                | « PA00117576 »                                                  | Inscrit                                                         | 1963                                                            | Église Saint-André de Saint-André-d'Apchon                            |
|                                                                       | Saint-Bonnet-le-Château                             | Voir Liste des monuments historiques de Saint-Bonnet-le-Château                 | Voir Liste des monuments historiques de Saint-Bonnet-le-Château | Voir Liste des monuments historiques de Saint-Bonnet-le-Château | Voir Liste des monuments historiques de Saint-Bonnet-le-Château | Voir Liste des monuments historiques de Saint-Bonnet-le-Château | Voir Liste des monuments historiques de Saint-Bonnet-le-Château       |
| Croix de Saint-Bonnet-le-Courreau                                     | Saint-Bonnet-le-Courreau                            | Grand-Place                                                                     | 45° 39′ 36″ nord, 3° 56′ 39″ est                                | « PA00117586 »                                                  | Inscrit                                                         | 1926                                                            | Croix de Saint-Bonnet-le-Courreau                                     |
| Église Saint-Bonnet de Saint-Bonnet-le-Courreau                       | Saint-Bonnet-le-Courreau                            |                                                                                 | 45° 39′ 35″ nord, 3° 56′ 39″ est                                | « PA00117587 »                                                  | Inscrit                                                         | 1926                                                            | Église Saint-Bonnet de Saint-Bonnet-le-Courreau                       |
| Château de Saint-Bonnet-les-Oules                                     | Saint-Bonnet-les-Oules                              |                                                                                 | 45° 32′ 37″ nord, 4° 19′ 37″ est                                | « PA00117588 »                                                  | Inscrit                                                         | 2022                                                            | Château de Saint-Bonnet-les-Oules                                     |
| Église Saint-Jacques des Biefs                                        | Saint-Bonnet-des-Quarts                             |                                                                                 | 46° 07′ 55″ nord, 3° 50′ 38″ est                                | « PA00117699 »                                                  | Inscrit                                                         | 1991                                                            | Image manquante Téléverser                                            |
| Aqueduc du Gier : section du Langonand                                | Saint-Chamond                                       | Langonand (route du) 56                                                         | 45° nord, 4° est                                                | « PA42000055 »                                                  | Inscrit                                                         | 2022                                                            | Image manquante Téléverser                                            |
| Canal de l’aqueduc du Gier                                            | Saint-Chamond                                       | Marquette (chemin-de-la)                                                        | à géolocaliser                                                  | « PA42000057 »                                                  | Inscrit                                                         | 2023                                                            | Image manquante Téléverser                                            |
| Chapelle des Minimes de Saint-Chamond                                 | Saint-Chamond                                       | Place de l'Hôtel de Ville                                                       | 45° 28′ 35″ nord, 4° 30′ 44″ est                                | « PA00117589 »                                                  | Inscrit                                                         | 1965                                                            | Image manquante Téléverser                                            |
| Église Saint-Pierre de Saint-Chamond                                  | Saint-Chamond                                       | Place Saint-Pierre Quai de la Rive                                              | 45° 28′ 43″ nord, 4° 30′ 48″ est                                | « PA00117590 »                                                  | Inscrit Classé                                                  | 1979 1983                                                       | Église Saint-Pierre de Saint-Chamond                                  |
| Hôtel-Dieu de Saint-Chamond                                           | Saint-Chamond                                       | 2, 4 rue de l'Hôpital                                                           | 45° 28′ 43″ nord, 4° 30′ 58″ est                                | « PA00117591 »                                                  | Inscrit                                                         | 1975                                                            | Hôtel-Dieu de Saint-Chamond                                           |
| Hôtel Dugas de la Boissony                                            | Saint-Chamond                                       | 14 rue de la République                                                         | 45° 28′ 39″ nord, 4° 30′ 51″ est                                | « PA42000047 »                                                  | Inscrit                                                         | 2016                                                            | Image manquante Téléverser                                            |
| Maison des Chanoines                                                  | Saint-Chamond                                       | 52 boulevard Waldeck-Rousseau                                                   | 45° 28′ 39″ nord, 4° 30′ 28″ est                                | « PA00117592 »                                                  | Classé                                                          | 1983                                                            | Maison des Chanoines                                                  |
| Usine Gillet                                                          | Saint-Chamond                                       | 27 rue François-Gillet                                                          | 45° 27′ 13″ nord, 4° 30′ 17″ est                                | « PA00135653 »                                                  | Inscrit                                                         | 1995                                                            | Usine Gillet                                                          |
| Église Saint-Cyr de Saint-Cyr-de-Favières                             | Saint-Cyr-de-Favières                               |                                                                                 | 45° 57′ 58″ nord, 4° 05′ 44″ est                                | « PA00117594 »                                                  | Classé                                                          | 1964                                                            | Image manquante Téléverser                                            |
| Château de Gatellier                                                  | Saint-Denis-de-Cabanne (également sur Charlieu)     | Les Gateliers                                                                   | 46° 10′ 12″ nord, 4° 12′ 02″ est                                | « PA00117595 »                                                  | Classé                                                          | 1990                                                            | Château de Gatellier                                                  |
| Abbatiale de Bonlieu                                                  | Sainte-Agathe-la-Bouteresse                         |                                                                                 | 45° 44′ 00″ nord, 4° 02′ 34″ est                                | « PA00117574 »                                                  | Classé                                                          | 2023                                                            | Image manquante Téléverser                                            |
| Chartreuse de Sainte-Croix-en-Jarez                                   | Sainte-Croix-en-Jarez                               |                                                                                 | 45° 17′ 06″ nord, 4° 23′ 07″ est                                | « PA00117593 »                                                  | Classé Inscrit Classé Inscrit                                   | 1902 1947 1953 1972 1988 1995 1997 2016                         | Chartreuse de Sainte-Croix-en-Jarez                                   |
| Église Sainte-Foy de Sainte-Foy-Saint-Sulpice                         | Sainte-Foy-Saint-Sulpice                            |                                                                                 | 45° 46′ 08″ nord, 4° 07′ 46″ est                                | « PA00117608 »                                                  | Inscrit                                                         | 1949                                                            | Image manquante Téléverser                                            |
|                                                                       | Saint-Étienne                                       | Voir Liste des monuments historiques de Saint-Étienne                           | Voir Liste des monuments historiques de Saint-Étienne           | Voir Liste des monuments historiques de Saint-Étienne           | Voir Liste des monuments historiques de Saint-Étienne           | Voir Liste des monuments historiques de Saint-Étienne           | Voir Liste des monuments historiques de Saint-Étienne                 |
| Château de la Bastie d'Urfé                                           | Saint-Étienne-le-Molard                             |                                                                                 | 45° 43′ 39″ nord, 4° 04′ 43″ est                                | « PA00117605 »                                                  | Classé                                                          | 1912                                                            | Château de la Bastie d'Urfé                                           |
| Croix de cimetière de Saint-Étienne-le-Molard                         | Saint-Étienne-le-Molard                             |                                                                                 | 45° 43′ 56″ nord, 4° 05′ 20″ est                                | « PA00117606 »                                                  | Classé                                                          | 1972                                                            | Croix de cimetière de Saint-Étienne-le-Molard                         |
| Donjon de Lespinasse                                                  | Saint-Forgeux-Lespinasse                            |                                                                                 | 46° 07′ 23″ nord, 3° 57′ 34″ est                                | « PA00117607 »                                                  | Inscrit                                                         | 1949                                                            | Image manquante Téléverser                                            |
| Chapelle de Madame Cherbouquet-Badoit                                 | Saint-Galmier                                       | 3 rue du Dupuy                                                                  | 45° 35′ 23″ nord, 4° 19′ 08″ est                                | « PA42000037 »                                                  | Inscrit                                                         | 2009                                                            | Image manquante Téléverser                                            |
| Château de Teillères                                                  | Saint-Galmier                                       |                                                                                 | 45° 35′ 07″ nord, 4° 19′ 14″ est                                | « PA00117609 »                                                  | Inscrit                                                         | 1929                                                            | Image manquante Téléverser                                            |
| Église Saint-Galmier de Saint-Galmier                                 | Saint-Galmier                                       |                                                                                 | 45° 35′ 28″ nord, 4° 19′ 08″ est                                | « PA00117610 »                                                  | Inscrit Classé                                                  | 1972                                                            | Église Saint-Galmier de Saint-Galmier                                 |
| Immeuble                                                              | Saint-Galmier                                       | 24 rue Saint-Étienne                                                            | 45° 35′ 20″ nord, 4° 19′ 02″ est                                | « PA00117611 »                                                  | Classé                                                          | 1945                                                            | Image manquante Téléverser                                            |
| Maison                                                                | Saint-Galmier                                       | 10 rue Saint-Philippe                                                           | 45° 35′ 24″ nord, 4° 19′ 02″ est                                | « PA00117613 »                                                  | Inscrit                                                         | 1949                                                            | Image manquante Téléverser                                            |
| Maison de la Devise                                                   | Saint-Galmier                                       | Place de la Devise                                                              | 45° 35′ 24″ nord, 4° 19′ 05″ est                                | « PA00117612 »                                                  | Inscrit                                                         | 1925                                                            | Image manquante Téléverser                                            |
| Ancienne usine de la société Badoit                                   | Saint-Galmier                                       | Cote de la Fontforêt                                                            | 45° 35′ 18″ nord, 4° 18′ 56″ est                                | « PA42000045 »                                                  | Inscrit                                                         | 2015                                                            | Ancienne usine de la société Badoit                                   |
| Croix de Saint-Georges-en-Couzan                                      | Saint-Georges-en-Couzan                             | Grand-Place                                                                     | 45° 42′ 03″ nord, 3° 55′ 53″ est                                | « PA00117614 »                                                  | Inscrit                                                         | 1949                                                            | Image manquante Téléverser                                            |
| Chapelle de la Madeleine de Saint-Germain-Laval                       | Saint-Germain-Laval                                 | Rue de la Madeleine                                                             | 45° 49′ 49″ nord, 4° 00′ 37″ est                                | « PA00117616 »                                                  | Inscrit                                                         | 1952                                                            | Chapelle de la Madeleine de Saint-Germain-Laval                       |
| Chapelle Notre-Dame de Laval                                          | Saint-Germain-Laval                                 |                                                                                 | 45° 49′ 50″ nord, 4° 00′ 18″ est                                | « PA00117617 »                                                  | Inscrit                                                         | 1928                                                            | Image manquante Téléverser                                            |
| Commanderie de Verrières                                              | Saint-Germain-Laval                                 |                                                                                 | 45° 49′ 04″ nord, 4° 01′ 41″ est                                | « PA00117618 »                                                  | Classé                                                          | 1911                                                            | Commanderie de Verrières                                              |
| Croix de carrefour de Verrières                                       | Saint-Germain-Laval                                 |                                                                                 | 45° 49′ 04″ nord, 4° 01′ 39″ est                                | « PA00117615 »                                                  | Classé                                                          | 1911                                                            | Croix de carrefour de Verrières                                       |
| Maison en bois                                                        | Saint-Germain-Laval                                 | 2 rue Robert Lugnier                                                            | 45° 49′ 46″ nord, 4° 00′ 40″ est                                | « PA00117619 »                                                  | Inscrit                                                         | 1947                                                            | Maison en bois                                                        |
| Pont de Baffy                                                         | Saint-Germain-Laval                                 |                                                                                 | 45° 49′ 52″ nord, 4° 00′ 14″ est                                | « PA00117620 »                                                  | Inscrit                                                         | 1925                                                            | Pont de Baffy                                                         |
| Église Saint-Eustache de Saint-Haon-le-Châtel                         | Saint-Haon-le-Châtel                                |                                                                                 | 46° 04′ 01″ nord, 3° 54′ 49″ est                                | « PA00117621 »                                                  | Inscrit                                                         | 1958                                                            | Église Saint-Eustache de Saint-Haon-le-Châtel                         |
| Hôtel Pelletier                                                       | Saint-Haon-le-Châtel                                |                                                                                 | 46° 04′ 00″ nord, 3° 54′ 47″ est                                | « PA00117622 »                                                  | Inscrit                                                         | 1925                                                            | Hôtel Pelletier                                                       |
| Maison du cadran solaire                                              | Saint-Haon-le-Châtel                                |                                                                                 | 46° 04′ 00″ nord, 3° 54′ 49″ est                                | « PA00117623 »                                                  | Classé                                                          | 1983                                                            | Maison du cadran solaire                                              |
| Porte de ville                                                        | Saint-Haon-le-Châtel                                |                                                                                 | 46° 03′ 58″ nord, 3° 54′ 53″ est                                | « PA00117624 »                                                  | Inscrit                                                         | 1925 2023                                                       | Porte de ville                                                        |
| Château de Malval                                                     | Saint-Héand                                         |                                                                                 | 45° 32′ 05″ nord, 4° 22′ 10″ est                                | « PA00117625 »                                                  | Inscrit                                                         | 1964                                                            | Image manquante Téléverser                                            |
| Croix du Marthouret                                                   | Saint-Héand                                         | Route de La Talaudière                                                          | 45° 30′ 39″ nord, 4° 25′ 06″ est                                | « PA00117626 »                                                  | Inscrit                                                         | 1946                                                            | Image manquante Téléverser                                            |
| Église Saint-Médard de Saint-Héand                                    | Saint-Héand                                         |                                                                                 | 45° 31′ 46″ nord, 4° 22′ 22″ est                                | « PA00117627 »                                                  | Inscrit                                                         | 1982                                                            | Image manquante Téléverser                                            |
| Château de Saint-Hilaire-sous-Charlieu                                | Saint-Hilaire-sous-Charlieu                         |                                                                                 | 46° 07′ 28″ nord, 4° 11′ 04″ est                                | « PA00117689 »                                                  | Inscrit                                                         | 2019                                                            | Image manquante Téléverser                                            |
| Église Saint-Hilaire de Saint-Hilaire-Cusson-la-Valmitte              | Saint-Hilaire-Cusson-la-Valmitte                    |                                                                                 | 45° 22′ 05″ nord, 4° 02′ 30″ est                                | « PA00117628 »                                                  | Inscrit                                                         | 1978                                                            | Église Saint-Hilaire de Saint-Hilaire-Cusson-la-Valmitte              |
| Manoir de la Mure                                                     | Saint-Jean-Saint-Maurice-sur-Loire                  |                                                                                 | 45° 57′ 52″ nord, 4° 00′ 40″ est                                | « PA00117629 »                                                  | Inscrit                                                         | 1977                                                            | Manoir de la Mure                                                     |
| Église de la Nativité-de-Saint-Jean-Baptiste de Saint-Jean-Soleymieux | Saint-Jean-Soleymieux                               |                                                                                 | 45° 30′ 12″ nord, 4° 02′ 24″ est                                | « PA00117630 »                                                  | Inscrit Classé                                                  | 1930 1952                                                       | Église de la Nativité-de-Saint-Jean-Baptiste de Saint-Jean-Soleymieux |
| Château de la Merlée                                                  | Saint-Julien-la-Vêtre                               | La Merlée                                                                       | 45° 48′ 49″ nord, 3° 47′ 06″ est                                | « PA00117631 »                                                  | Inscrit                                                         | 1973                                                            | Château de la Merlée                                                  |
| Château de Villechaize                                                | Saint-Julien-la-Vêtre                               | Villechaize                                                                     | 45° 49′ 38″ nord, 3° 49′ 13″ est                                | « PA42000034 »                                                  | Inscrit                                                         | 2007                                                            | Château de Villechaize                                                |
| Croix de Saint-Just-en-Bas                                            | Saint-Just-en-Bas                                   |                                                                                 | 45° 43′ 51″ nord, 3° 52′ 50″ est                                | « PA00117632 »                                                  | Inscrit                                                         | 1926                                                            | Image manquante Téléverser                                            |
| Église Saint-Just de Saint-Just-en-Bas                                | Saint-Just-en-Bas                                   |                                                                                 | 45° 43′ 50″ nord, 3° 52′ 52″ est                                | « PA00117633 »                                                  | Inscrit                                                         | 1933                                                            | Église Saint-Just de Saint-Just-en-Bas                                |
| Chapelle Notre-Dame du Château                                        | Saint-Just-en-Chevalet                              |                                                                                 | 45° 55′ 02″ nord, 3° 50′ 35″ est                                | « PA00117634 »                                                  | Inscrit                                                         | 1982                                                            | Chapelle Notre-Dame du Château                                        |
| Château de Contenson                                                  | Saint-Just-en-Chevalet                              |                                                                                 | 45° 53′ 56″ nord, 3° 50′ 59″ est                                | « PA00117635 »                                                  | Inscrit                                                         | 1975                                                            | Château de Contenson                                                  |
| Fontaine de la Conche                                                 | Saint-Just-en-Chevalet                              | Place de la Conche                                                              | 45° 55′ 02″ nord, 3° 50′ 39″ est                                | « PA00117636 »                                                  | Classé                                                          | 1982                                                            | Fontaine de la Conche                                                 |
| Chapelle Saint-Jean de Saint-Just-Saint-Rambert                       | Saint-Just-Saint-Rambert                            |                                                                                 | 45° 29′ 51″ nord, 4° 14′ 44″ est                                | « PA00117637 »                                                  | Inscrit                                                         | 1972                                                            | Chapelle Saint-Jean de Saint-Just-Saint-Rambert                       |
| Château de Grangent                                                   | Saint-Just-Saint-Rambert                            |                                                                                 | 45° 27′ 53″ nord, 4° 15′ 14″ est                                | « PA00117638 »                                                  | Inscrit                                                         | 1945                                                            | Château de Grangent                                                   |
| Église Saint-André de Saint-Rambert                                   | Saint-Just-Saint-Rambert                            |                                                                                 | 45° 30′ 03″ nord, 4° 14′ 32″ est                                | « PA00117639 »                                                  | Classé                                                          | 1891                                                            | Église Saint-André de Saint-Rambert                                   |
| Porte de Franchise                                                    | Saint-Just-Saint-Rambert                            | Place de la Paix                                                                | 45° 30′ 01″ nord, 4° 14′ 33″ est                                | « PA00117640 »                                                  | Inscrit                                                         | 1929                                                            | Porte de Franchise                                                    |
| Croix de Saint-Laurent-Rochefort                                      | Saint-Laurent-Rochefort                             |                                                                                 | 45° 46′ 24″ nord, 3° 55′ 26″ est                                | « PA00117641 »                                                  | Inscrit                                                         | 1926                                                            | Image manquante Téléverser                                            |
| Église Saint-Laurent de Saint-Laurent-Rochefort                       | Saint-Laurent-Rochefort                             |                                                                                 | 45° 46′ 25″ nord, 3° 55′ 26″ est                                | « PA00117642 »                                                  | Inscrit                                                         | 1972                                                            | Église Saint-Laurent de Saint-Laurent-Rochefort                       |
| Château de Saint-Marcel-de-Félines                                    | Saint-Marcel-de-Félines                             |                                                                                 | 45° 52′ 10″ nord, 4° 11′ 28″ est                                | « PA00117643 »                                                  | Classé Inscrit                                                  | 1961 1990                                                       | Château de Saint-Marcel-de-Félines                                    |
| Chapelle Saint-Catherine de Saint-Marcellin-en-Forez                  | Saint-Marcellin-en-Forez                            |                                                                                 | 45° 29′ 47″ nord, 4° 10′ 00″ est                                | « PA00117644 »                                                  | Inscrit                                                         | 1978                                                            | Chapelle Saint-Catherine de Saint-Marcellin-en-Forez                  |
| Église Saint-Marcellin de Saint-Marcellin-en-Forez                    | Saint-Marcellin-en-Forez                            |                                                                                 | 45° 29′ 52″ nord, 4° 10′ 04″ est                                | « PA00117645 »                                                  | Inscrit                                                         | 1939                                                            | Église Saint-Marcellin de Saint-Marcellin-en-Forez                    |
| Maison                                                                | Saint-Marcellin-en-Forez                            | Rue de la Gare                                                                  | 45° 29′ 50″ nord, 4° 10′ 01″ est                                | « PA00117646 »                                                  | Inscrit                                                         | 1931                                                            | Image manquante Téléverser                                            |
| Manoir du Colombier                                                   | Saint-Marcellin-en-Forez                            |                                                                                 | 45° 29′ 55″ nord, 4° 10′ 05″ est                                | « PA00117647 »                                                  | Inscrit                                                         | 1983                                                            | Manoir du Colombier                                                   |
| Pont du Diable                                                        | Saint-Marcellin-en-Forez                            | D 13 - Route de Vérines                                                         | 45° 29′ 29″ nord, 4° 08′ 15″ est                                | « PA00117648 »                                                  | Classé                                                          | 1921                                                            | Pont du Diable                                                        |
| Château de Châteaumorand                                              | Saint-Martin-d'Estréaux                             |                                                                                 | 46° 12′ 48″ nord, 3° 48′ 25″ est                                | « PA00117649 »                                                  | Classé Inscrit                                                  | 1981 1990                                                       | Château de Châteaumorand                                              |
| Monument aux morts de Saint-Martin-d'Estréaux                         | Saint-Martin-d'Estréaux                             | Place de l'Église                                                               | 46° 12′ 19″ nord, 3° 47′ 58″ est                                | « PA00117650 »                                                  | Inscrit                                                         | 2021                                                            | Monument aux morts de Saint-Martin-d'Estréaux                         |
| Église Saint-Médard de Saint-Médard-en-Forez                          | Saint-Médard-en-Forez                               | place du porche                                                                 | 45° 35′ 50″ nord, 4° 21′ 41″ est                                | « PA00117651 »                                                  | Inscrit                                                         | 1978                                                            | Église Saint-Médard de Saint-Médard-en-Forez                          |
| Couvent des Cordeliers de Charlieu                                    | Saint-Nizier-sous-Charlieu (également sur Charlieu) | Chemin des Cordeliers                                                           | 46° 09′ 31″ nord, 4° 09′ 40″ est                                | « PA00117654 »                                                  | Classé                                                          | 1910 1952                                                       | Couvent des Cordeliers de Charlieu                                    |
| Croix de Saint-Nizier-de-Fornas                                       | Saint-Nizier-de-Fornas                              | Chazols                                                                         | 45° 24′ 25″ nord, 4° 04′ 18″ est                                | « PA00117652 »                                                  | Inscrit                                                         | 1949                                                            | Image manquante Téléverser                                            |
| Église Saint-Nizier de Saint-Nizier-de-Fornas                         | Saint-Nizier-de-Fornas                              |                                                                                 | 45° 24′ 14″ nord, 4° 04′ 55″ est                                | « PA00117653 »                                                  | Inscrit                                                         | 1925                                                            | Église Saint-Nizier de Saint-Nizier-de-Fornas                         |
| Maison-forte Brassolard                                               | Saint-Nizier-de-Fornas                              |                                                                                 | 45° 25′ 06″ nord, 4° 03′ 33″ est                                | « PA42000054 »                                                  | Inscrit                                                         | 2021                                                            | Image manquante Téléverser                                            |
| Château de Cornillon                                                  | Saint-Paul-en-Cornillon                             |                                                                                 | 45° 23′ 51″ nord, 4° 14′ 15″ est                                | « PA42000035 »                                                  | Inscrit                                                         | 2007                                                            | Château de Cornillon                                                  |
| Église Saint-Antoine de Cornillon                                     | Saint-Paul-en-Cornillon                             |                                                                                 | 45° 23′ 50″ nord, 4° 14′ 18″ est                                | « PA00117655 »                                                  | Inscrit                                                         | 1927                                                            | Église Saint-Antoine de Cornillon                                     |
| Château de la Grange Merlin                                           | Saint-Paul-en-Jarez                                 |                                                                                 | 45° 28′ 58″ nord, 4° 33′ 59″ est                                | « PA42000041 »                                                  | Inscrit                                                         | 2012                                                            | Image manquante Téléverser                                            |
| Château de la Pierre                                                  | Saint-Paul-d'Uzore                                  |                                                                                 | 45° 40′ 48″ nord, 4° 04′ 51″ est                                | « PA00117656 »                                                  | Classé                                                          | 1982                                                            | Image manquante Téléverser                                            |
| Château de Saint-Pierre-la-Noaille                                    | Saint-Pierre-la-Noaille                             |                                                                                 | 46° 10′ 47″ nord, 4° 05′ 33″ est                                | « PA00117690 »                                                  | Inscrit                                                         | 1990                                                            | Château de Saint-Pierre-la-Noaille                                    |
| Château féodal de Saint-Polgues                                       | Saint-Polgues                                       |                                                                                 | 45° 54′ 47″ nord, 3° 58′ 24″ est                                | « PA00117657 »                                                  | Inscrit                                                         | 1981                                                            | Image manquante Téléverser                                            |
| Pont du premier chemin de fer                                         | Saint-Priest-en-Jarez (également sur Villars)       |                                                                                 | 45° 27′ 55″ nord, 4° 22′ 13″ est                                | « PA42000009 »                                                  | Inscrit                                                         | 2001                                                            | Pont du premier chemin de fer                                         |
| Château de La Bruyère                                                 | Saint-Romain-le-Puy                                 | La Bruyère                                                                      | 45° 32′ 26″ nord, 4° 08′ 12″ est                                | « PA00117658 »                                                  | Inscrit Classé                                                  | 1982                                                            | Image manquante Téléverser                                            |
| Église prieurale de Saint-Romain-le-Puy                               | Saint-Romain-le-Puy                                 |                                                                                 | 45° 33′ 27″ nord, 4° 07′ 33″ est                                | « PA00117659 »                                                  | Classé                                                          | 1862 1975                                                       | Église prieurale de Saint-Romain-le-Puy                               |
| Église Saint-Sixte de Saint-Sixte                                     | Saint-Sixte                                         |                                                                                 | 45° 46′ 35″ nord, 3° 58′ 56″ est                                | « PA00117660 »                                                  | Inscrit                                                         | 1926                                                            | Église Saint-Sixte de Saint-Sixte                                     |
| Château de Peray                                                      | Saint-Symphorien-de-Lay                             |                                                                                 | 45° 57′ 04″ nord, 4° 13′ 22″ est                                | « PA00132821 »                                                  | Inscrit                                                         | 1994                                                            | Image manquante Téléverser                                            |
| Relais de la Tête Noire                                               | Saint-Symphorien-de-Lay                             | 4 rue de la Tête-Noire                                                          | 45° 56′ 54″ nord, 4° 12′ 30″ est                                | « PA00117661 »                                                  | Inscrit                                                         | 1996                                                            | Relais de la Tête Noire                                               |
| Château de Saint-Vincent                                              | Saint-Vincent-de-Boisset                            | La Chamary                                                                      | 46° 00′ 25″ nord, 4° 06′ 39″ est                                | « PA00117663 »                                                  | Classé                                                          | 1991                                                            | Image manquante Téléverser                                            |
| Église de la Nativité-de-Notre-Dame de Salt-en-Donzy                  | Salt-en-Donzy                                       |                                                                                 | 45° 44′ 13″ nord, 4° 17′ 21″ est                                | « PA00117664 »                                                  | Inscrit                                                         | 1964                                                            | Église de la Nativité-de-Notre-Dame de Salt-en-Donzy                  |
| Prieuré de Salt-en-Donzy                                              | Salt-en-Donzy                                       |                                                                                 | 45° 44′ 14″ nord, 4° 17′ 19″ est                                | « PA42000019 »                                                  | Inscrit                                                         | 2003                                                            | Image manquante Téléverser                                            |
| Chapelle de la Sainte-Croix de Lavalette                              | Salvizinet                                          |                                                                                 | 45° 45′ 45″ nord, 4° 17′ 28″ est                                | « PA00117665 »                                                  | Inscrit                                                         | 1937                                                            | Chapelle de la Sainte-Croix de Lavalette                              |
| Église de la Nativité-de-Notre-Dame de Sauvain                        | Sauvain                                             |                                                                                 | 45° 40′ 25″ nord, 3° 54′ 24″ est                                | « PA00117666 »                                                  | Classé                                                          | 1914                                                            | Église de la Nativité-de-Notre-Dame de Sauvain                        |
| Enceinte de Sauvain                                                   | Sauvain                                             |                                                                                 | 45° 40′ 24″ nord, 3° 54′ 24″ est                                | « PA00117667 »                                                  | Inscrit                                                         | 1939                                                            | Enceinte de Sauvain                                                   |
| Château de Montrouge                                                  | Savigneux                                           | Montrouge                                                                       | 45° 37′ 47″ nord, 4° 05′ 46″ est                                | « PA00117691 »                                                  | Inscrit                                                         | 1990                                                            | Château de Montrouge                                                  |
| Moulin Suc                                                            | Soleymieux                                          | Le Pont                                                                         | 45° 30′ 36″ nord, 4° 03′ 15″ est                                | « PA42000036 »                                                  | Inscrit                                                         | 2007                                                            | Image manquante Téléverser                                            |
| Pigeonnier des Chaux                                                  | Sury-le-Comtal                                      | La Chaux                                                                        | 45° 31′ 09″ nord, 4° 10′ 47″ est                                | « PA00117669 »                                                  | Inscrit                                                         | 1980                                                            | Pigeonnier des Chaux                                                  |
| Château de Sury                                                       | Sury-le-Comtal                                      |                                                                                 | 45° 32′ 19″ nord, 4° 10′ 58″ est                                | « PA00117668 »                                                  | Classé Inscrit                                                  | 1948 1963 2011                                                  | Image manquante Téléverser                                            |
| Église Saint-André de Sury-le-Comtal                                  | Sury-le-Comtal                                      |                                                                                 | 45° 32′ 20″ nord, 4° 10′ 59″ est                                | « PA00117670 »                                                  | Inscrit                                                         | 1949                                                            | Église Saint-André de Sury-le-Comtal                                  |
| Canal de Givors                                                       | Tartaras                                            |                                                                                 | à géolocaliser                                                  | « PA00135654 »                                                  | Inscrit                                                         | 1995                                                            | Image manquante Téléverser                                            |
| Croix de Montorsier                                                   | La Tourette                                         | Villeneuve                                                                      | 45° 25′ 56″ nord, 4° 05′ 28″ est                                | « PA00117672 »                                                  | Inscrit                                                         | 1949                                                            | Image manquante Téléverser                                            |
| Croix de La Tourette                                                  | La Tourette                                         | Rue du Nord Place du Haut-Forez                                                 | 45° 24′ 53″ nord, 4° 05′ 01″ est                                | « PA00117671 »                                                  | Inscrit                                                         | 1972                                                            | Image manquante Téléverser                                            |
| Église de la Nativité-de-Saint-Jean-Baptiste de La Tourette           | La Tourette                                         | Rue de l’Église                                                                 | 45° 24′ 52″ nord, 4° 05′ 02″ est                                | « PA00117673 »                                                  | Inscrit                                                         | 1978                                                            | Image manquante Téléverser                                            |
| Chapelle Notre-Dame de Chambriac                                      | Usson-en-Forez                                      |                                                                                 | 45° 23′ 09″ nord, 3° 56′ 23″ est                                | « PA00117674 »                                                  | Inscrit                                                         | 1981                                                            | Chapelle Notre-Dame de Chambriac                                      |
| Église Saint-Symphorien d'Usson-en-Forez                              | Usson-en-Forez                                      |                                                                                 | 45° 23′ 21″ nord, 3° 56′ 29″ est                                | « PA00117675 »                                                  | Inscrit                                                         | 1982                                                            | Église Saint-Symphorien d'Usson-en-Forez                              |
| Château de Lachal                                                     | Valfleury                                           | Lachal                                                                          | 45° 32′ 50″ nord, 4° 31′ 23″ est                                | « PA00135655 »                                                  | Inscrit                                                         | 1995                                                            | Image manquante Téléverser                                            |
| Aérium Rocheclaine                                                    | La Valla-en-Gier                                    | 8 rue de l'Andéolaise                                                           | 45° 25′ 00″ nord, 4° 30′ 59″ est                                | « PA00117676 »                                                  | Classé                                                          | 1981                                                            | Image manquante Téléverser                                            |
| Église Saint-Pancrace de Veauche                                      | Veauche                                             |                                                                                 | 45° 33′ 40″ nord, 4° 16′ 29″ est                                | « PA00117677 »                                                  | Inscrit                                                         | 1949                                                            | Église Saint-Pancrace de Veauche                                      |
| Église Saint-Ennemond de Verrières-en-Forez                           | Verrières-en-Forez                                  |                                                                                 | 45° 34′ 15″ nord, 3° 59′ 50″ est                                | « PA00117678 »                                                  | Classé                                                          | 1938                                                            | Église Saint-Ennemond de Verrières-en-Forez                           |
| Pont du premier chemin de fer                                         | Villars (également sur Saint-Priest-en-Jarez)       |                                                                                 | 45° 27′ 55″ nord, 4° 22′ 13″ est                                | « PA42000008 »                                                  | Inscrit                                                         | 2001                                                            | Pont du premier chemin de fer                                         |
| Chapelle Saint-Sulpice                                                | Villerest                                           | Chemin de la chapelle                                                           | 45° 59′ 26″ nord, 4° 01′ 34″ est                                | « PA42000044 »                                                  | Inscrit                                                         | 2014                                                            | Chapelle Saint-Sulpice                                                |
| Château Brûlé                                                         | Villerest                                           | La Goutte Claire                                                                | 45° 58′ 50″ nord, 4° 00′ 42″ est                                | « PA00117680 »                                                  | Classé                                                          | 1913                                                            | Image manquante Téléverser                                            |
| Église Saint-Prix de Villerest                                        | Villerest                                           | Place de l'église                                                               | 45° 59′ 38″ nord, 4° 02′ 19″ est                                | « PA00117679 »                                                  | Inscrit Inscrit                                                 | 1982 2014                                                       | Église Saint-Prix de Villerest                                        |
| Motte castrale de Villers                                             | Villers                                             | Les Hayes                                                                       | 46° 07′ 26″ nord, 4° 13′ 48″ est                                | « PA00117681 »                                                  | Inscrit                                                         | 1986                                                            | Image manquante Téléverser                                            |
| Ferme de Cherblanc                                                    | Violay                                              | Cherblanc                                                                       | 45° 49′ 56″ nord, 4° 22′ 24″ est                                | « PA00132822 »                                                  | Inscrit                                                         | 1994                                                            | Image manquante Téléverser                                            |
| Château de Vougy                                                      | Vougy                                               |                                                                                 | 46° 07′ 03″ nord, 4° 06′ 49″ est                                | « PA00117682 »                                                  | Classé Inscrit                                                  | 1980 1997                                                       | Château de Vougy                                                      |